# Léonie Sonnings musikstipendium
Léonie Sonnings Musikstipendium är ett stipendium som delas ut av Léonie Sonnings musikfond.
Musikfondens syfte, som är fastställt i stiftelseurkunden från 1965, är att det ska delas ut ett musikpris och ges stipendier till fortsatt konstnärlig utveckling för unga komponister, dirigenter, musiker eller sångare från Danmark och de övriga nordiska länderna. Stipendierna kan inte sökas.

## Stipendiater
- 1967 – Arto Noras, Sylvia Lindenstrand och Toni Ernst
- 1968 – Carsten Rasmussen och Gurli Plesner
- 1969 – Anders Grøn och Claes-Håkan Ahnsjö
- 1970 – Hafliði Hallgrímsson och Toke Lund Christiansen
- 1971 – Semmy Stahlhammer och Taipo Tiitu
- 1972 – Geir Tore Larsen och Susanne Ejvind Paltbo
- 1973 – Kalevi Aho och Kjell-Ove Dahlman
- 1974 – Jacob Kowalski och Jurunn Marie Bratlie
- 1975 – Lars Hallnäss och Thorgerdur Ingólfsdottir
- 1976 – Margareta Haverinen och Ola Rudner
- 1977 – Kåre Bjørkøy och Michael Schønwandt
- 1978 – Henrik Svitzer, Jon Laukvik, Jukka Tiensuu, Marie Louise Hasselgren och Unnur Sveinbjarnardottir
- 1979 – Anne Britt Sævig, Eero Heinonen, Ejnar Jóhannesson, Nanna Hansen och Stefan Bojsten
- 1980 – Christer Johnsson, Ketil Christensen, Kim Sjögren, Raimo Sariola och Unnur Maria Ingólfsdóttir
- 1981 – Anne Øland, Dan Almgren, Manuela Wiesler, Matti Raekallio och Per Hannisdal
- 1982 – Christian Lindberg, Esa-Pekka Salonen, Eva Johansson, Jens Winther, Kåre Nordstoga och Snorri Sigfús Birgisson
- 1983 – Elisabeth Zeuthen Schneider, Hørdur Askelsson, Mats Widlund och Truls Mørk
- 1984 – Aage Tanggaard, Bo Haraldsson, Christian Eggen, Kaare Hansen och Pétur Jónasson
- 1985 – Àsgeir Steingrimsson, Helen Jahren, Ilkka Paananen, Ivar Frounberg och Vladimir Egiazarow
- 1986 – Jari Valo, Lars Anders Tomter och Sigrún Edvaldsdottir
- 1987 – Anders Nordentoft, Gudni Franzson och Johannes Søe Hansen
- 1988 – Anders Miolin, Gunnar Gudbjörnsson, Henrik Engelbrecht, Tale Olsson och Timo Korhonen
- 1989 – Bent Sørensen och Kirsten Møller
- 1990 – Frederik Lundin och Solistkoncerter i London
- 1991 – Jesper Koch, Sunleif Rasmussen och Svend Hvidtfelt Nielsen
- 1993 – Kristina Kosmina och The Scandinavian Guitar Duo
- 1994 – Bine Bryndorf, Birgitte Bærentzen Piil, Joakim Pedersen, Marie Rørbech och Sølve Sigerland
- 1996 – Henri Sigfriedsson, Malin Broman och Michael Kristensen
- 1997 – Aros Strygekvartetten, John Laursen, Kasper Villaume, Peter Kehl och Tue Lautrup
- 1998 – Irene Theorin
- 2000 – Anne Mette Iversen, Edina Hadziselimovic, Gisela Stille, Jonas Filtenborg, Lea Thorlann och Mikkel Futtrup
- 2001 – Ann Petersen, Christian Hougaard Nielsen, Johan Norberg, Johnny van Hal, Jonathan Slaatto, Magda Stevenson, Maj Berit Guassora och  Tania Zapolski
- 2002 – Anders Banke, Birgit Løkke Larsen, Christine Pryn, Eva Malling, Eva Noer Kondrup, Lea Gerhardt, Malene Thastum, Signe Asmussen och Stine Hasbirk
- 2003 – Andreas Fosdal, Louise Petersen, Mads Tolling, Mira Kvartetten, Niels Dittmann, Paizo Kvartetten, Rikke Sandberg, Rune Glerup, Sune Rémi Hjerrild, Thomas Hedegaard och Vilde Frang
- 2004 – Anna Zelianodjevo, Jeppe Skovbakke, Karl Strømme, Lars Bjørnkjær, Morten Ryelund, Peter Navarro-Alonso och Sara Indrio Jensen
- 2005 – Adam Erik Simonsen, Andreas Brantelid, Christian Stene, Claus Efland, David Danholt, Eva Katrine Dalsgaard, Jonas Westergaard, Kristina Wahlin, Peter Rosendal och Uki Ovaskainen
- 2006 – Aileen Bramhall Itani, Andreas Borregaard, Cecilie Højgård Nielsen, Janne Fredens, Magnus Thuelund, Mathias Hedegaard, Monika Malmquist, Niels Lyhne Løkkegaard och Simon Steen-Andersen
- 2007 – Adam Riis, Emil Gryesten Jensen, Frederik Øland, Jesper Nordin, Kirstine Futtrup, Kristine Vestergaard, Ludvig Lindström, Monica Nørgård Stevns, Rasmus Ehlers och Toke Møldrup
- 2008 – Anne-Marie Lipsonen, Christian Ellegaard, Christian Westergaard, Kasper Wagner, Lars Møller, Lina Johnson, Martin Nagashima Toft, Mathias Kjøller och  Nicklas Walentin Jensen
- 2009 – André Jensen, Asbjørn Nørgaard, Berit Barfred Jensen, David Schmidt, Jakob Alsgaard Bahr, Jeppe Just, Mads la Cour Langelund, Neel Bramsnæs Teilmann, Nicolai Eghorst och Rune Tonsgaard Sørensen
- 2010 – Kristoffer Nyholm Hyldig, Marius Neset, Mathias Hammer, Nicolai Worsaae, Simon Duus Svendsen, Simon Toldam Rosengren, Ingeborg Børch, Bjarke Mogensen, Kenny Aaberg Larsen och Christine Raft
- 2011 – August Rosenbaum, Christian Winther Christensen, Inger Ørbæk Lerch Høj, Mette Termansen, Nightingale String Quartet, Oliver Nordahl, Pernille Petersen, Ruben Lund Munk och Tine Skat Matthiessen
- 2012 – Alexander McKenzie, Magnus Koch Jensen, Dénise Beck, Philip Schmidt-Madsen, Eskild Skovbakke Winding, Rasmus Schjærff Kjøller, Julia Dahlkvist, Sofie Elkjær Jensen, Lars Greve och Thomas Storm
- 2015 – August Finkas, Elias Holm, Theodor Lyngstad, Morten Grove Frandsen, Henrik Budde, Mads Emil Nielsen, Troels Roland, Anja Nedremo, Eva Steinaa och Anna Marie Wierød